# Discocnemius albocingulatus
Discocnemius albocingulatus är en spindelart som beskrevs av Simon 1884. Discocnemius albocingulatus ingår i släktet Discocnemius och familjen hoppspindlar. Inga underarter finns listade i Catalogue of Life.